# Maria Cieślak-Łastowiecka
Maria Cieślak-Łastowiecka (ur. 1933 w Zamościu, zm. 3 czerwca 1979) – polska muzykolog, redaktorka Polskiego Radia, autorka książek dla dzieci.

## Życiorys
Była córką znanego zamojskiego lekarza internisty Jana Cieślaka (1903–1988). W 1951 ukończyła zamojskie liceum. Była redaktorką muzyczną Polskiego Radia gdzie tworzyła audycje muzyczne i Dobranocki. W 1974 została uhonorowana za twórczość radiową Prix Japan w Sapporo. W 2000 zostały opublikowane jej obszerne pamiętniki pt. Pamiętniki zamojskiej licealistki 1941–1950. 